# San Nicolás de las Playas
San Nicolás de las Playas är en ort i Mexiko.   Den ligger i kommunen Coyuca de Benítez och delstaten Guerrero, i den södra delen av landet, 290 km söder om huvudstaden Mexico City. San Nicolás de las Playas ligger 9 meter över havet och antalet invånare är 253.
Terrängen runt San Nicolás de las Playas är kuperad åt nordost, men åt nordväst är den platt. Havet är nära San Nicolás de las Playas åt sydväst.  Närmaste större samhälle är Acapulco, 14,0 km öster om San Nicolás de las Playas. 